# Eptesicus nilssonii
Espèce
Statut de conservation UICN

 LC  : Préoccupation mineure
La Sérotine de Nilsson ou Sérotine boréale (Eptesicus nilssonii) est une espèce de chauves-souris appartenant à la famille des Vespertilionidae.

## Habitat
Chauve-souris typique des forêts boréales ou de montagne. Aussi présente en plaine dans le nord de l'Europe, mais presque exclusivement des collines à la haute montagne, à plus de 2 000 mètres, dans le Sud de l'Europe centrale et en Europe méridionale. Habituellement forêts de feuillus et de résineux riches en eaux de surface, à proximité des maternités. Terrains de chasse souvent dans la zone d'influence des lacs et des cours d'eau, tourbières, prairies, le long des lisières forestières, dans les boisements et agglomérations.

## Population
Espèce répandue et commune dans une grande partie de son aire de répartition en Europe, en fait l’espèce de chauve-souris la plus abondante dans le nord (Rydell, 1999). Les colonies de maternité d’été comptent habituellement de 10 à 100 femelles. En Mongolie, aucune estimation de la population n’a été effectuée, mais on suppose que l’espèce est répartie uniformément et qu’elle n’est pas rare (M. Stubbe, comm. pers.). Au Japon, on trouve des colonies de plus de 100 individus

## Protection
Il est protégé par la législation nationale dans la plupart des pays d’Europe. Il existe également des obligations juridiques internationales pour sa protection par la Convention de Bonn (Eurobats) et la Convention de Berne dans les zones où elles s’appliquent. Elle figure à l’annexe IV de la directive de l’UE sur les habitats et les espèces, et Natura 2000 assure une certaine protection de l’habitat Car son aire de répartition se trouve dans plusieurs aires protégées.

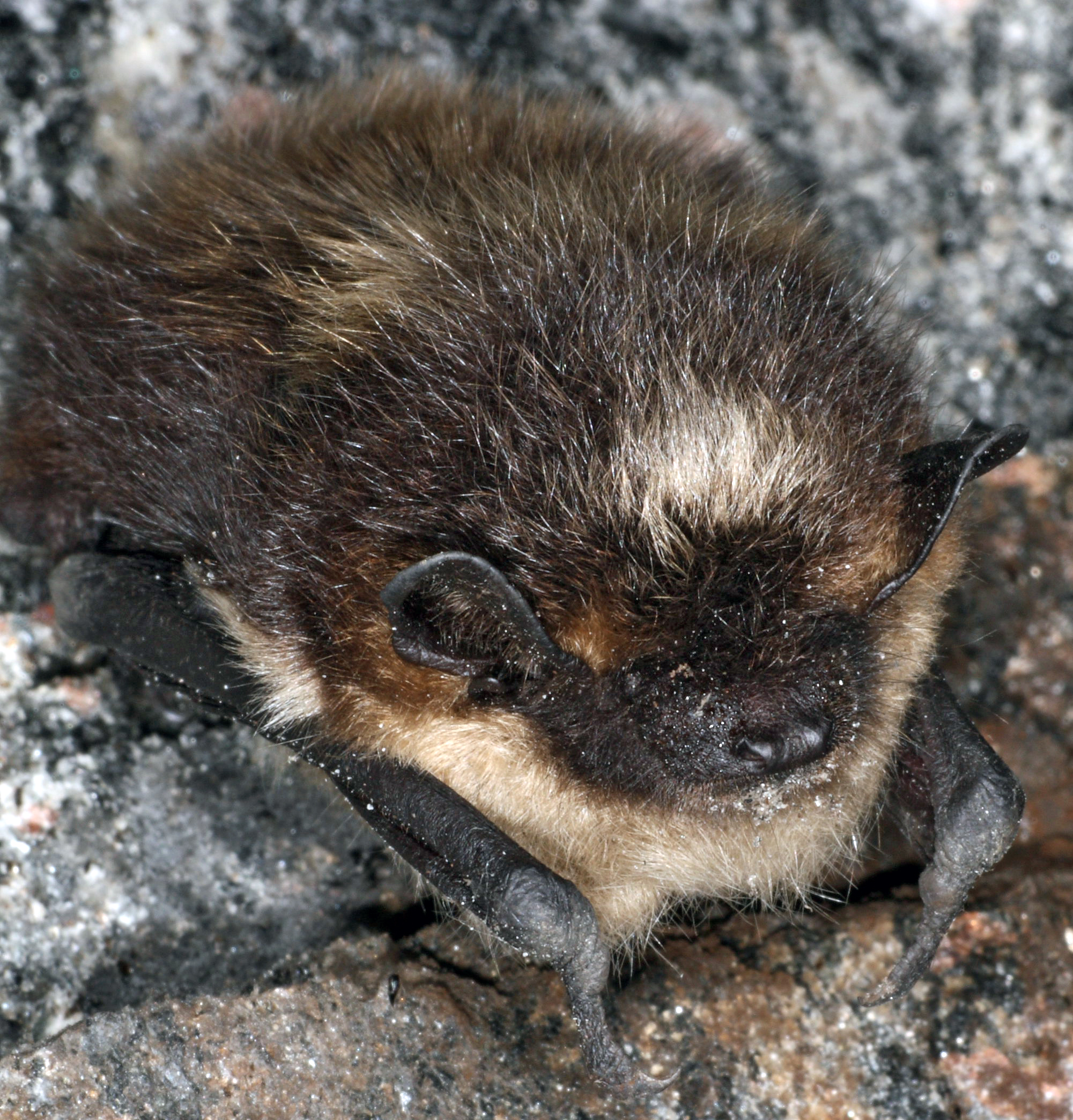
Sérotine de Nilsson hibernation dans une grotte